# Verbascum lindae
Verbascum lindae är en flenörtsväxtart som beskrevs av Gerald Parolly och Kit Tan. Verbascum lindae ingår i släktet kungsljus, och familjen flenörtsväxter. Inga underarter finns listade i Catalogue of Life.